# 마샤 메이슨
마샤 메이슨(Marsha Mason, 1942년 4월 3일 ~ )은 미국의 배우, 감독이다. 《신데렐라 리버티》(1973), 《굿바이 걸》(1977), 《제2의 인생》(1979), 《허울 좋은 여자》(1981)로 총 네 차례 아카데미 여우주연상 후보에 올랐다. 《신데렐라 리버티》(1973)로 1974년 제31회 골든 글로브 드라마 영화 부문 여우주연상을, 《굿바이 걸》(1977)로 1978년 제35회 골든 글로브상 코미디·뮤지컬 영화 부문 여우주연상을 수상하였다.

## 출연 작품

### 영화
- 신데렐라 리버티 (1973)
- 저승에서 온 딸 (1977)
- 굿바이 걸 (1977)
- 제2의 인생 (1979, Chapter Two)
- 허울 좋은 여자 (1981)
- 승리의 전쟁 (1986)
- 스텔라 (1990)
- 황홀한 영혼 프레드 (1991)
- 아이 러브 트러블 (1994)
- 닉 오브 타임 (1995)
- 48시간의 킬링 게임 (1996)
- 신부와 편견 (2004)

### 텔레비전
- 사인펠드 (1992)
- 원 라이프 투 리브 (1993)
- 프레이저 (1997-98)
- 립스틱 정글 (2008)
- 아미 와이브즈 (2008)
- 헤크 패밀리 (2010-17)
- 마담 세크리터리 (2015-16)
- 굿 와이프 (2016)
- 그레이스 앤 프랭키 (2016-22)